# Anhui-Universität

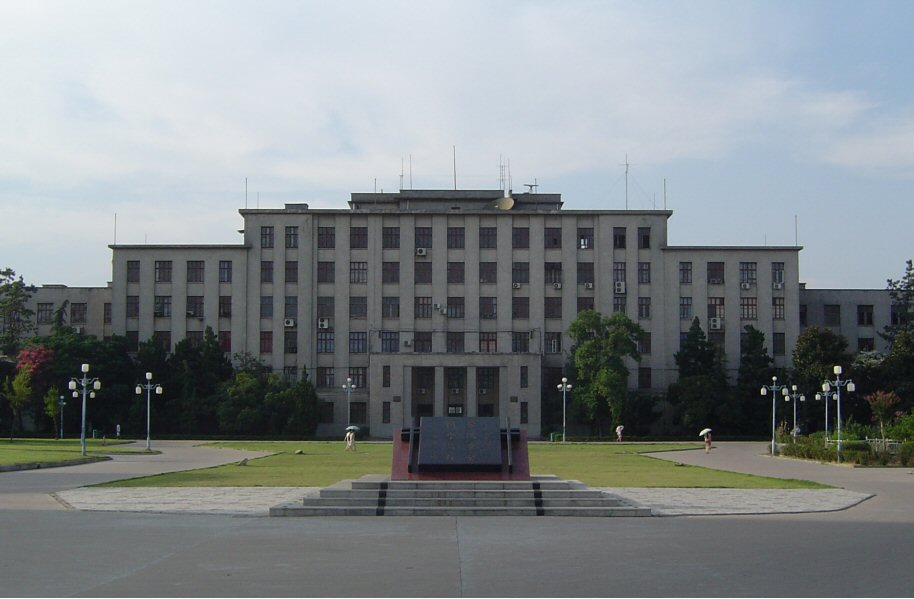
Hauptcampus

Die Anhui-Universität (chinesisch 安徽大学, Pinyin Ānhuī Dàxué) ist eine staatliche Universität in der Volksrepublik China mit Sitz in Hefei, der Hauptstadt der Provinz Anhui. Die Kurzform des Namens ist in chinesisch 安大, Pinyin Āndà.
Die Universität gehört zum Projekt 211 und hatte 2017 rund 23.000 Studenten und knapp 2600 wissenschaftliche Angestellte.